# Harry Allison Estep
Harry Allison Estep (* 1. Februar 1884 in Pittsburgh, Pennsylvania; † 28. Februar 1968 ebenda) war ein US-amerikanischer Politiker. Zwischen 1927 und 1933 vertrat er den Bundesstaat Pennsylvania im US-Repräsentantenhaus.

## Werdegang
Harry Estep besuchte die öffentlichen Schulen in Marion (Indiana) und studierte danach an der Purdue University in West Lafayette. Nach einem anschließenden Jurastudium an der University of Pittsburgh und seiner 1914 erfolgten Zulassung als Rechtsanwalt begann er in Pittsburgh in diesem Beruf zu arbeiten. Zwischen 1917 und 1927 war er stellvertretender Bezirksstaatsanwalt im Allegheny County. Politisch schloss er sich der Republikanischen Partei an.
Bei den Kongresswahlen des Jahres 1926 wurde Estep im 35. Wahlbezirk von Pennsylvania in das US-Repräsentantenhaus in Washington, D.C. gewählt, wo er am 4. März 1927 die Nachfolge von James McDevitt Magee antrat. Nach zwei Wiederwahlen konnte er bis zum 3. März 1933 drei Legislaturperioden im Kongress absolvieren. Diese waren ab Ende 1929 von den Ereignissen der Weltwirtschaftskrise geprägt.
Im Jahr 1932 wurde Harry Estep nicht wiedergewählt. Nach dem Ende seiner Zeit im US-Repräsentantenhaus praktizierte er bis 1964 wieder als Anwalt. Danach zog er sich in den Ruhestand zurück. Er starb am 28. Februar 1968 in Oakland, einem Stadtteil von Pittsburgh, und wurde auf dem dortigen Allegheny Cemetery beigesetzt.